# Zimmermannia nguruensis
Zimmermannia nguruensis là một loài thực vật thuộc họ Euphorbiaceae. Đây là loài đặc hữu của Tanzania.